# 1. Fußball-Club Magdeburg
L'1. Fußball-Club Magdeburg és un club de futbol alemany de la ciutat de Magdeburg, Saxònia-Anhalt.

## Història
Els orígens del futbol a Magdeburg es remunten fins al 15 de juny de 1896 amb la creació del SV Victoria 96 Magdeburg, un destacat club amb anterioritat a la II Guerra Mundial. Amb l'acabament de la guerra i l'ocupació soviètica el club fou desfet.
L'any 1945, jugadors dels desapareguts Magdeburger SC Prussia 1899 i Cricket Viktoria Magdeburg formaren el Sportgruppe (SG) Sudenburg que es fusionà amb el SG Lemsdorf per formar el club esportiu BSG Eintracht Sudenburg, el qual més tard es fusionà amb el SAG Krupp Grusson el 1950. El 1951 esdevingué BSG Stahl Magdeburg, i el 1952 BSG Motor Mitte Magdeburg. El 1957 esdevingué SC Aufbau Magdeburg i el 1965, la secció de futbol se separà del club formant el 1. FC Magdeburg.

## Palmarès
- Recopa d'Europa de futbol:  1974
- Lliga de la RDA de futbol: 1972, 1974, 1975
- Copa de la RDA de futbol: 1964, 1965, 1969, 1973, 1978, 1979, 1983
- Copa de Saxònia-Anhalt: 1993, 1998, 2000, 2001, 2003, 2006, 2007, 2009, 2013, 2014, 2017, 2018, 2022
- 3. Liga: 2017-18, 2021-22

## Futbolistes

### Plantilla 2024-25
A 12 febrer 2025 
| N. | Pos. | Nac. | Jugador                                 |
| -- | ---- | --- | --------------------------------------- |
| 1  | POR  | [[Fitxer:Flag of Germany.svg\|23x15px\|border \|alt=Alemanya\|link=Selecció de futbol d'Alemanya\|{{#if:\|]]                      | Dominik Reimann (capità)                |
| 2  | DEF  | [[Fitxer:Flag of France (1794–1815, 1830–1974).svg\|23x15px\|border \|alt=França\|link=Selecció de futbol de França\|{{#if:\|]]   | Samuel Loric                            |
| 3  | DEF  | [[Fitxer:Flag of Ghana.svg\|23x15px\|border \|alt=Ghana\|link=Selecció de futbol de Ghana\|{{#if:\|]]                             | Patric Pfeiffer (cedit pel FC Augsburg) |
| 4  | DEF  | [[Fitxer:Flag of Luxembourg.svg\|23x15px\|border \|alt=Luxemburg\|link=Selecció de futbol de Luxemburg\|{{#if:\|]]                | Eldin Džogović                          |
| 5  | DEF  | [[Fitxer:Flag of Germany.svg\|23x15px\|border \|alt=Alemanya\|link=Selecció de futbol d'Alemanya\|{{#if:\|]]                      | Tobias Müller                           |
| 6  | MIG  | [[Fitxer:Flag of Poland.svg\|23x15px\|border \|alt=Polònia\|link=Selecció de futbol de Polònia\|{{#if:\|]]                        | Dariusz Stalmach                        |
| 7  | DEF  | [[Fitxer:Flag of Uganda.svg\|23x15px\|border \|alt=Uganda\|link=Selecció de futbol d'Uganda\|{{#if:\|]]                           | Herbert Bockhorn                        |
| 8  | DAV  | [[Fitxer:Flag of Cape Verde.svg\|23x15px\|border \|alt=Cap Verd\|link=Selecció de futbol de Cap Verd\|{{#if:\|]]                  | Bryan Teixeira (cedit pel Sturm Graz)   |
| 9  | DAV  | [[Fitxer:Flag of the Netherlands.svg\|23x15px\|border \|alt=Països Baixos\|link=Selecció de futbol dels Països Baixos\|{{#if:\|]] | Martijn Kaars                           |
| 10 | MIG  | [[Fitxer:Flag of Germany.svg\|23x15px\|border \|alt=Alemanya\|link=Selecció de futbol d'Alemanya\|{{#if:\|]]                      | Jason Ceka                              |
| 11 | MIG  | [[Fitxer:Flag of Morocco.svg\|23x15px\|border \|alt=Marroc\|link=Selecció de futbol del Marroc\|{{#if:\|]]                        | Mohamed El Hankouri                     |
| 12 | DAV  | [[Fitxer:Flag of Sweden.svg\|23x15px\|border \|alt=Suècia\|link=Selecció de futbol de Suècia\|{{#if:\|]]                          | Alexander Ahl Holmström                 |
| 13 | MIG  | [[Fitxer:Flag of Germany.svg\|23x15px\|border \|alt=Alemanya\|link=Selecció de futbol d'Alemanya\|{{#if:\|]]                      | Connor Krempicki                        |
| 14 | MIG  | [[Fitxer:Flag of Germany.svg\|23x15px\|border \|alt=Alemanya\|link=Selecció de futbol d'Alemanya\|{{#if:\|]]                      | Abu-Bekir El-Zein                       |
| 15 | DEF  | [[Fitxer:Flag of Germany.svg\|23x15px\|border \|alt=Alemanya\|link=Selecció de futbol d'Alemanya\|{{#if:\|]]                      | Daniel Heber                            |

| N. | Pos. | Nac. | Jugador                              |
| -- | ---- | --- | ------------------------------------ |
| 16 | DEF  | [[Fitxer:Flag of Denmark.svg\|23x15px\|border \|alt=Dinamarca\|link=Selecció de futbol de Dinamarca\|{{#if:\|]]                  | Marcus Mathisen                      |
| 17 | DAV  | [[Fitxer:Flag of Germany.svg\|23x15px\|border \|alt=Alemanya\|link=Selecció de futbol d'Alemanya\|{{#if:\|]]                     | Alexander Nollenberger               |
| 18 | DAV  | [[Fitxer:Flag of Germany.svg\|23x15px\|border \|alt=Alemanya\|link=Selecció de futbol d'Alemanya\|{{#if:\|]]                     | Emir Kuhinja                         |
| 19 | DEF  | [[Fitxer:Flag of Zambia.svg\|23x15px\|border \|alt=Zàmbia\|link=Selecció de futbol de Zàmbia\|{{#if:\|]]                         | Lubambo Musonda                      |
| 20 | DAV  | [[Fitxer:Flag of England.svg\|23x15px\|border \|alt=Anglaterra\|link=Selecció de futbol d'Anglaterra\|{{#if:\|]]                 | Xavier Amaechi                       |
| 21 | MIG  | [[Fitxer:Flag of Germany.svg\|23x15px\|border \|alt=Alemanya\|link=Selecció de futbol d'Alemanya\|{{#if:\|]]                     | Falko Michel                         |
| 22 | DEF  | [[Fitxer:Flag of Togo (3-2).svg\|23x15px\|border \|alt=Togo\|link=Selecció de futbol de Togo\|{{#if:\|]]                         | Pierre Nadjombe                      |
| 23 | MIG  | [[Fitxer:Flag of Turkey.svg\|23x15px\|border \|alt=Turquia\|link=Selecció de futbol de Turquia\|{{#if:\|]]                       | Barış Atik                           |
| 24 | DEF  | [[Fitxer:Flag of France (1794–1815, 1830–1974).svg\|23x15px\|border \|alt=França\|link=Selecció de futbol de França\|{{#if:\|]]  | Jean Hugonet                         |
| 25 | DEF  | [[Fitxer:Flag of Côte d'Ivoire.svg\|23x15px\|border \|alt=Costa d'Ivori\|link=Selecció de futbol de la Costa d'Ivori\|{{#if:\|]] | Silas Gnaka                          |
| 27 | DEF  | [[Fitxer:Flag of Germany.svg\|23x15px\|border \|alt=Alemanya\|link=Selecció de futbol d'Alemanya\|{{#if:\|]]                     | Philipp Hercher                      |
| 29 | MIG  | [[Fitxer:Flag of Turkey.svg\|23x15px\|border \|alt=Turquia\|link=Selecció de futbol de Turquia\|{{#if:\|]]                       | Livan Burcu (cedit pel Union Berlin) |
| 30 | POR  | [[Fitxer:Flag of Germany.svg\|23x15px\|border \|alt=Alemanya\|link=Selecció de futbol d'Alemanya\|{{#if:\|]]                     | Noah Kruth                           |
| 34 | DEF  | [[Fitxer:Flag of Germany.svg\|23x15px\|border \|alt=Alemanya\|link=Selecció de futbol d'Alemanya\|{{#if:\|]]                     | Tarek Chahed                         |
| 40 | POR  | [[Fitxer:Flag of Germany.svg\|23x15px\|border \|alt=Alemanya\|link=Selecció de futbol d'Alemanya\|{{#if:\|]]                     | Robert Kampa                         |

### Jugadors històrics destacats
- Jürgen Sparwasser, 57 cops internacional amb la RDA
- Martin Hoffmann, 66 cops internacional amb la RDA
- Jürgen Pommerenke, 57 cops internacional amb la RDA
- Joachim Streich, 98 cops internacional amb la RDA
- Wolfgang Steinbach, 28 cops internacional amb la RDA
- Dirk Stahmann, 46 cops internacional amb la RDA
- Uwe Rösler, 5 cops internacional amb la RDA